# 1967 en Tunisie
Chronologie de la Tunisie
- 1963
- 1964
- 1965
- 1966
- 1967
- 1968
- 1969
- 1970
- 1971

Cet article présente les faits marquants de l'année 1967 en Tunisie ou relatifs à la Tunisie.

## Événements
- début 1967 : neuf étudiants sont condamnés à des peines de prison à la suite d'un mouvement de protestation ayant suivi l'arrestation de deux étudiants[1].
- 5 janvier : l'Assemblée nationale adopte une loi organique portant sur la collectivisation.
- 5 juin : des manifestations contre les Juifs ont lieu à Tunis dans le contexte de la guerre des Six Jours[2] ; des milliers de manifestants se répandent dans la ville, détruisent les magasins appartenant à des Juifs et mettent le feu à des lieux de culte, notamment la Grande synagogue dont les livres et les rouleaux de Torah sont la proie des flammes, sans toutefois qu'il n'y ait de violences contre les personnes[3] ; la condamnation des événements, les excuses et les promesses du président Habib Bourguiba le soir même de préserver les droits et la sécurité de la communauté[3],[4] n'empêchent pas 7 000 Juifs d'émigrer vers la France[5] et 2 362 vers Israël[6].
- juillet : vingt étudiants sont condamnés à des peines de prison pour avoir organisé la manifestation du 6 juin contre la guerre du Viêt Nam ; le tribunal militaire ordonne des peines d'emprisonnement avec travaux forcés ; Ahmed Ben Jannet, membre du mouvement Perspectives tunisiennes, écope de la peine la plus lourde avec vingt ans de prison avec travaux forcés[7].

## Sports
- 8-17 septembre : les Jeux méditerranéens de 1967 se déroulent à Tunis.
- Championnats de Tunisie d'athlétisme 1967

### Football
- Équipe de Tunisie de football en 1967
- Championnat de Tunisie de football 1966-1967
- Championnat de Tunisie de football 1967-1968
- Coupe de Tunisie de football 1966-1967
- Coupe de Tunisie de football 1967-1968

### Handball
- Championnat de Tunisie masculin de handball 1966-1967
- Championnat de Tunisie masculin de handball 1967-1968

### Volley-ball
- Championnat d'Afrique masculin de volley-ball 1967
- Équipe de Tunisie de volley-ball en 1967
- Championnat de Tunisie masculin de volley-ball 1966-1967
- Championnat de Tunisie masculin de volley-ball 1967-1968

## Culture
- Le court métrage Notre Monde réalisé par Habib Masrouki est le premier film tunisien d'animation en couleurs[8].
- Tunis naguère et aujourd'hui de Zoubeir Turki est publié.

## Naissances en 1967
- Naissance en Tunisie en 1967

## Décès en 1967
- Décès en Tunisie en 1967